# Maxima (motorfiets)
Maxima is een historisch motorfietsmerk.
Fabbrica Nazionale Motocicli Maxima, later Officine Meccaniche Carminati, Voghera (1920-1925).
Italiaans merk dat goede 690- en 747 cc tweecilinders produceerde waarin eigen zijklep-boxermotoren zaten. Ze vertoonden grote gelijkenis met de ABC-boxers. 
In 1922 bracht men een zeer vooruitstrevende en (te) ongewone motorfiets met 598 cc V-twin kopklepmotor die dwars was ingebouwd onder de merknaam Finzi.